# Oxypiloidea subcornuta
Oxypiloidea subcornuta es una especie de mantis de la familia Hymenopodidae.

## Distribución geográfica
Se encuentra en Botsuana, Zimbabue, Transvaal, Zimbabue y  Natal.